# オリンピックの陸上競技・女子メダリスト一覧
オリンピックの陸上競技・女子メダリスト一覧（オリンピックのりくじょうきょうぎ・じょしメダリストいちらん）は、1928年から2020年（開催は2021年）までのオリンピック陸上競技における女子メダリストの一覧である。

## 女子現行種目

### 100 m
| 大会名                | 金                                                        | 銀                                                    | 銅                                                                  |
| --------------------- | --------------------------------------------------------- | ----------------------------------------------------- | ------------------------------------------------------------------- |
| 1928 アムステルダム   | ベティ・ロビンソン アメリカ合衆国 (USA)                   | ファニー・ローゼンフェルド カナダ (CAN)               | エセル・スミス カナダ (CAN)                                         |
| 1932 ロサンゼルス     | スタニスラワ・ワラシェビッチ ポーランド (POL)             | イルダ・ストリク カナダ (CAN)                         | ウィルヘルミナ・ボンブレーメン アメリカ合衆国 (USA)                 |
| 1936 ベルリン         | ヘレン・スティーヴンス アメリカ合衆国 (USA)               | スタニスラワ・ワラシェビッチ ポーランド (POL)         | ケーテ・クラウス ドイツ (GER)                                       |
| 1948 ロンドン         | フランシナ・ブランカース＝クン オランダ (NED)             | ドロシー・マンレイ イギリス (GBR)                     | シャーリー・ストリックランド オーストラリア (AUS)                   |
| 1952 ヘルシンキ       | マージョリー・ジャクソン オーストラリア (AUS)             | ダフネ・ハセンジャガー 南アフリカ (RSA)               | シャーリー・ストリックランド・デ・ラ・ハンティ オーストラリア (AUS) |
| 1956 メルボルン       | ベティ・カスバート オーストラリア (AUS)                   | クリスタ・シュトゥブニック 東西統一ドイツ (EUA)       | マリーン・マシューズ オーストラリア (AUS)                           |
| 1960 ローマ           | ウィルマ・ルドルフ アメリカ合衆国 (USA)                   | ドロシー・ハイマン イギリス (GBR)                     | ジュゼッピーナ・レオーネ イタリア (ITA)                             |
| 1964 東京             | ワイオミア・タイアス アメリカ合衆国 (USA)                 | エディス・マガイヤー アメリカ合衆国 (USA)             | エワ・クロブコフスカ ポーランド (POL)                               |
| 1968 メキシコシティー | ワイオミア・タイアス アメリカ合衆国 (USA)                 | バーバラ・フェレル アメリカ合衆国 (USA)               | イレーナ・シェビンスカ ポーランド (POL)                             |
| 1972 ミュンヘン       | レナーテ・シュテヒャー 東ドイツ (GDR)                     | レリーン・ボイル オーストラリア (AUS)                 | シルビア・キバス キューバ (CUB)                                     |
| 1976 モントリオール   | アンネグレート・リヒター 西ドイツ (FRG)                   | レナーテ・シュテヒャー 東ドイツ (GDR)                 | インゲ・ヘルテン 西ドイツ (FRG)                                     |
| 1980 モスクワ         | リュドミラ・コンドラチェワ ソビエト連邦 (URS)             | マルリース・ゲール 東ドイツ (GDR)                     | イングリット・アウアースバルト 東ドイツ (GDR)                       |
| 1984 ロサンゼルス     | エベリン・アシュフォード アメリカ合衆国 (USA)             | アリス・ブラウン アメリカ合衆国 (USA)                 | マリーン・オッティ ジャマイカ (JAM)                                 |
| 1988 ソウル           | フローレンス・グリフィス＝ジョイナー アメリカ合衆国 (USA) | エベリン・アシュフォード アメリカ合衆国 (USA)         | ハイケ・ドレクスラー 東ドイツ (GDR)                                 |
| 1992 バルセロナ       | ゲイル・ディバース アメリカ合衆国 (USA)                   | ジュリエット・カスバート ジャマイカ (JAM)             | イリーナ・プリワロワ EUN (EUN)                                      |
| 1996 アトランタ       | ゲイル・ディバース アメリカ合衆国 (USA)                   | マリーン・オッティ ジャマイカ (JAM)                   | グウェン・トーレンス アメリカ合衆国 (USA)                           |
| 2000 シドニー         | 該当者なし                                                | エカテリーニ・タヌー ギリシャ (GRE)                   | マリーン・オッティ ジャマイカ (JAM)                                 |
| 2000 シドニー         | 該当者なし                                                | タイナ・ローレンス ジャマイカ (JAM)                   | マリーン・オッティ ジャマイカ (JAM)                                 |
| 2004 アテネ           | ユリヤ・ネステレンコ ベラルーシ (BLR)                     | ローリン・ウィリアムズ アメリカ合衆国 (USA)           | ベロニカ・キャンベル ジャマイカ (JAM)                               |
| 2008 北京             | シェリー＝アン・フレーザー ジャマイカ (JAM)               | シェローン・シンプソン ジャマイカ (JAM)               | 該当者なし                                                          |
| 2008 北京             | シェリー＝アン・フレーザー ジャマイカ (JAM)               | ケロン・スチュワート ジャマイカ (JAM)                 | 該当者なし                                                          |
| 2012 ロンドン         | シェリー＝アン・フレーザー＝プライス ジャマイカ (JAM)     | カーメリタ・ジーター アメリカ合衆国 (USA)             | ベロニカ・キャンベル＝ブラウン ジャマイカ (JAM)                     |
| 2016 リオデジャネイロ | エレイン・トンプソン ジャマイカ (JAM)                     | トリ・ボウイ アメリカ合衆国 (USA)                     | シェリー＝アン・フレーザー＝プライス ジャマイカ (JAM)               |
| 2020 東京             | エレイン・トンプソン ジャマイカ (JAM)                     | シェリー＝アン・フレーザー＝プライス ジャマイカ (JAM) | シェリカ・ジャクソン ジャマイカ (JAM)                               |

### 200 m
| 大会名                | 金                                                | 銀                                                    | 銅                                                  |
| --------------------- | ------------------------------------------------- | ----------------------------------------------------- | --------------------------------------------------- |
| 1948 ロンドン         | フランシナ・ブランカース＝クン オランダ (NED)     | オードリー・ウィリアムソン イギリス (GBR)             | オードリー・パターソン アメリカ合衆国 (USA)         |
| 1952 ヘルシンキ       | マージョリー・ジャクソン オーストラリア (AUS)     | パック・ブラウワー オランダ (NED)                     | ナデジダ・フニキナ＝ドバリシビリ ソビエト連邦 (URS) |
| 1956 メルボルン       | ベティ・カスバート オーストラリア (AUS)           | クリスタ・シュトゥブニック 東西統一ドイツ (EUA)       | マリーン・マシューズ オーストラリア (AUS)           |
| 1960 ローマ           | ウィルマ・ルドルフ アメリカ合衆国 (USA)           | ユッタ・ハイネ 東西統一ドイツ (EUA)                   | ドロシー・ハイマン イギリス (GBR)                   |
| 1964 東京             | エディス・マガイヤー アメリカ合衆国 (USA)         | イレーナ・シェビンスカ ポーランド (POL)               | マリリン・ブラック オーストラリア (AUS)             |
| 1968 メキシコシティー | イレーナ・シェビンスカ ポーランド (POL)           | レリーン・ボイル オーストラリア (AUS)                 | ジェニファー・ラミー オーストラリア (AUS)           |
| 1972 ミュンヘン       | レナーテ・シュテヒャー 東ドイツ (GDR)             | レリーン・ボイル オーストラリア (AUS)                 | イレーナ・シェビンスカ ポーランド (POL)             |
| 1976 モントリオール   | ベーベル・エッカート 東ドイツ (GDR)               | アンネグレート・リヒター 西ドイツ (FRG)               | レナーテ・シュテヒャー 東ドイツ (GDR)               |
| 1980 モスクワ         | ベーベル・ヴェッケル 東ドイツ (GDR)               | ナタリア・ボチナ ソビエト連邦 (URS)                   | マリーン・オッティ ジャマイカ (JAM)                 |
| 1984 ロサンゼルス     | バレリー・ブリスコ＝フックス アメリカ合衆国 (USA) | フローレンス・グリフィス アメリカ合衆国 (USA)         | マリーン・オッティ ジャマイカ (JAM)                 |
| 1988 ソウル           | フローレンス・ジョイナー アメリカ合衆国 (USA)     | グレース・ジャクソン ジャマイカ (JAM)                 | ハイケ・ドレクスラー 東ドイツ (GDR)                 |
| 1992 バルセロナ       | グウェン・トーレンス アメリカ合衆国 (USA)         | ジュリエット・カスバート ジャマイカ (JAM)             | マリーン・オッティ ジャマイカ (JAM)                 |
| 1996 アトランタ       | マリー＝ジョゼ・ペレク フランス (FRA)             | マリーン・オッティ ジャマイカ (JAM)                   | メアリー・オンヤリ ナイジェリア (NGR)               |
| 2000 シドニー         | ポーリン・デービス＝トンプソン バハマ (BAH)       | スサンティカ・ジャヤシンゲ スリランカ (SRI)           | ビバリー・マクドナルド ジャマイカ (JAM)             |
| 2004 アテネ           | ベロニカ・キャンベル ジャマイカ (JAM)             | アリソン・フェリックス アメリカ合衆国 (USA)           | デビー・ファーガソン バハマ (BAH)                   |
| 2008 北京             | ベロニカ・キャンベル＝ブラウン ジャマイカ (JAM)   | アリソン・フェリックス アメリカ合衆国 (USA)           | ケロン・スチュワート ジャマイカ (JAM)               |
| 2012 ロンドン         | アリソン・フェリックス アメリカ合衆国 (USA)       | シェリー＝アン・フレーザー＝プライス ジャマイカ (JAM) | カーメリタ・ジーター アメリカ合衆国 (USA)           |
| 2016 リオデジャネイロ | エレイン・トンプソン ジャマイカ (JAM)             | ダフネ・シパーズ オランダ (NED)                       | トリ・ボウイ アメリカ合衆国 (USA)                   |
| 2020 東京             | エレイン・トンプソン ジャマイカ (JAM)             | クリスティン・エムボマ ナミビア (NAM)                 | ガブリエル・トーマス アメリカ合衆国 (USA)           |

### 400 m
| 大会名                | 金                                                | 銀                                              | 銅                                            |
| --------------------- | ------------------------------------------------- | ----------------------------------------------- | --------------------------------------------- |
| 1964 東京             | ベティ・カスバート オーストラリア (AUS)           | アン・パッカー イギリス (GBR)                   | ジュディ・アムーア オーストラリア (AUS)       |
| 1968 メキシコシティー | コレット・ベッソン フランス (FRA)                 | リリアン・ボード イギリス (GBR)                 | ナタリア・ペチョンキナ ソビエト連邦 (URS)     |
| 1972 ミュンヘン       | モニカ・ツェールト 東ドイツ (GDR)                 | リタ・ウィルデン 西ドイツ (FRG)                 | キャシー・ハモンド アメリカ合衆国 (USA)       |
| 1976 モントリオール   | イレーナ・シェビンスカ ポーランド (POL)           | クリスティナ・ブレーマー 東ドイツ (GDR)         | エレン・シュトライト 東ドイツ (GDR)           |
| 1980 モスクワ         | マリタ・コッホ 東ドイツ (GDR)                     | ヤルミラ・クラトフビロバ チェコスロバキア (TCH) | クリスティナ・ラタン 東ドイツ (GDR)           |
| 1984 ロサンゼルス     | バレリー・ブリスコ＝フックス アメリカ合衆国 (USA) | チャンドラ・チーズボロー アメリカ合衆国 (USA)   | キャシー・クック イギリス (GBR)               |
| 1988 ソウル           | オルガ・ブリズギナ ソビエト連邦 (URS)             | ペトラ・ミュラー 東ドイツ (GDR)                 | オルガ・ナザロワ ソビエト連邦 (URS)           |
| 1992 バルセロナ       | マリー＝ジョゼ・ペレク フランス (FRA)             | オルガ・ブリズギナ EUN (EUN)                    | ヒメナ・レストレポ コロンビア (COL)           |
| 1996 アトランタ       | マリー＝ジョゼ・ペレク フランス (FRA)             | キャシー・フリーマン オーストラリア (AUS)       | ファリラット・オグンコヤ ナイジェリア (NGR)   |
| 2000 シドニー         | キャシー・フリーマン オーストラリア (AUS)         | ロレイン・グラハム ジャマイカ (JAM)             | キャサリン・メリー イギリス (GBR)             |
| 2004 アテネ           | トニーク・ウィリアムズ＝ダーリン バハマ (BAH)     | アナ・ゲバラ メキシコ (MEX)                     | ナタリア・アントユフ ロシア (RUS)             |
| 2008 北京             | クリスティーン・オールグー イギリス (GBR)         | シェリカ・ウィリアムズ ジャマイカ (JAM)         | サーニャ・リチャーズ アメリカ合衆国 (USA)     |
| 2012 ロンドン         | サーニャ・リチャーズ＝ロス アメリカ合衆国 (USA)   | クリスティーン・オールグー イギリス (GBR)       | ディーディー・トロッター アメリカ合衆国 (USA) |
| 2016 リオデジャネイロ | ショーナ・ミラー バハマ (BAH)                     | アリソン・フェリックス アメリカ合衆国 (USA)     | シェリカ・ジャクソン ジャマイカ (JAM)         |
| 2020 東京             | ショーナ・ミラー＝ウイボ バハマ (BAH)             | マリレイディ・パウリーノ ドミニカ共和国 (DOM)   | アリソン・フェリックス アメリカ合衆国 (USA)   |

### 800 m
| 大会名                | 金                                          | 銀                                        | 銅                                            |
| --------------------- | ------------------------------------------- | ----------------------------------------- | --------------------------------------------- |
| 1928 アムステルダム   | リナ・ラトケ ドイツ (GER)                   | 人見絹枝 日本 (JPN)                       | インガ・ゲンツェル スウェーデン (SWE)         |
| 1932-1956             | 実施せず                                    | 実施せず                                  | 実施せず                                      |
| 1960 ローマ           | リュドミラ・シェフツォワ ソビエト連邦 (URS) | ブレンダ・ジョーンズ オーストラリア (AUS) | ウルスラ・ドナート 東西統一ドイツ (EUA)       |
| 1964 東京             | アン・パッカー イギリス (GBR)               | マリボンヌ・デュビュリエ フランス (FRA)   | マリーズ・チェンバレン ニュージーランド (NZL) |
| 1968 メキシコシティー | マデリーン・マニング アメリカ合衆国 (USA)   | イローナ・シライ ルーマニア (ROM)         | ミア・ゴメルス オランダ (NED)                 |
| 1972 ミュンヘン       | ヒルデガルト・ファルク 西ドイツ (FRG)       | ニョレ・サバイテ ソビエト連邦 (URS)       | グンヒルト・ホフマイスター 東ドイツ (GDR)     |
| 1976 モントリオール   | タチアナ・カザンキナ ソビエト連邦 (URS)     | ニコリーナ・シテレワ ブルガリア (BUL)     | エルフィ・ツィン 東ドイツ (GDR)               |
| 1980 モスクワ         | ナデジダ・オリザレンコ ソビエト連邦 (URS)   | オルガ・ミネーエワ ソビエト連邦 (URS)     | タチアナ・プロビドヒナ ソビエト連邦 (URS)     |
| 1984 ロサンゼルス     | ドイナ・メリンテ ルーマニア (ROM)           | キム・ギャラガー アメリカ合衆国 (USA)     | フィタ・ロビン ルーマニア (ROM)               |
| 1988 ソウル           | ジーグルン・ヴォダルス 東ドイツ (GDR)       | クリスティン・バヒテル 東ドイツ (GDR)     | キム・ギャラガー アメリカ合衆国 (USA)         |
| 1992 バルセロナ       | エレン・ファンランゲン オランダ (NED)       | リリア・ヌルトディノワ EUN (EUN)          | アナ・フィデリア・キロット キューバ (CUB)     |
| 1996 アトランタ       | スベトラーナ・マステルコワ ロシア (RUS)     | アナ・フィデリア・キロット キューバ (CUB) | マリア・ムトラ モザンビーク (MOZ)             |
| 2000 シドニー         | マリア・ムトラ モザンビーク (MOZ)           | ステファニー・グラフ オーストリア (AUT)   | ケリー・ホームズ イギリス (GBR)               |
| 2004 アテネ           | ケリー・ホームズ イギリス (GBR)             | ハスナ・ベンハシ モロッコ (MAR)           | ヨランダ・チェプラク スロベニア (SLO)         |
| 2008 北京             | パメラ・ジェリモ ケニア (KEN)               | ジェネス・ジェプコスゲイ ケニア (KEN)     | ハスナ・ベンハシ モロッコ (MAR)               |
| 2012 ロンドン         | キャスター・セメンヤ 南アフリカ (RSA)       | エカテェリーナ・ポイストゴワ ロシア (RUS) | パメラ・ジェリモ ケニア (KEN)                 |
| 2016 リオデジャネイロ | キャスター・セメンヤ 南アフリカ (RSA)       | フランシーヌ・ニヨンサバ ブルンジ (BDI)   | マーガレット・ワンブイ ケニア (KEN)           |
| 2020 東京             | アシング・ムー アメリカ合衆国 (USA)         | キーリー・ホジキンソン イギリス (GBR)     | レーブン・ロジャーズ アメリカ合衆国 (USA)     |

### 1500 m
| 大会名                | 金                                        | 銀                                            | 銅                                            |
| --------------------- | ----------------------------------------- | --------------------------------------------- | --------------------------------------------- |
| 1972 ミュンヘン       | リュドミラ・ブラギナ ソビエト連邦 (URS)   | グンヒルト・ホフマイスター 東ドイツ (GDR)     | パオラ・カッシ イタリア (ITA)                 |
| 1976 モントリオール   | タチアナ・カザンキナ ソビエト連邦 (URS)   | グンヒルト・ホフマイスター 東ドイツ (GDR)     | ウルリケ・クラペチンスキー 東ドイツ (GDR)     |
| 1980 モスクワ         | タチアナ・カザンキナ ソビエト連邦 (URS)   | クリスティアン・バルテンベルク 東ドイツ (GDR) | ナデジダ・オリザレンコ ソビエト連邦 (URS)     |
| 1984 ロサンゼルス     | ガブリエラ・ドリオ イタリア (ITA)         | ドイナ・メリンテ ルーマニア (ROM)             | マリチカ・プイカ ルーマニア (ROM)             |
| 1988 ソウル           | パウラ・イバン ルーマニア (ROM)           | ライムテ・バイカウスカイテ ソビエト連邦 (URS) | タチアナ・サモレンコ ソビエト連邦 (URS)       |
| 1992 バルセロナ       | ハシバ・ブールメルカ アルジェリア (ALG)   | リュドミラ・ロガチョワ EUN (EUN)              | 曲雲霞 中国 (CHN)                             |
| 1996 アトランタ       | スベトラーナ・マステルコワ ロシア (RUS)   | ガブリエラ・サボー ルーマニア (ROM)           | テレジア・キースル オーストリア (AUT)         |
| 2000 シドニー         | ヌリア・メラー＝ベニダ アルジェリア (ALG) | ビオレッタ・セケリー ルーマニア (ROM)         | ガブリエラ・サボー ルーマニア (ROM)           |
| 2004 アテネ           | ケリー・ホームズ イギリス (GBR)           | タチアナ・トマショワ ロシア (RUS)             | マリア・チオンカン ルーマニア (ROM)           |
| 2008 北京             | ナンシー・ラガト ケニア (KEN)             | イリーナ・リシチンスカ ウクライナ (UKR)       | ナタリア・トビアス ウクライナ (UKR)           |
| 2012 ロンドン         | マリアム・ジャマル バーレーン (BRN)       | タチアナ・トマショワ ロシア (RUS)             | アベバ・アレガウィ エチオピア (ETH)           |
| 2016 リオデジャネイロ | フェイス・キプイエゴン ケニア (KEN)       | ゲンゼベ・ディババ エチオピア (ETH)           | ジェニファー・シンプソン アメリカ合衆国 (USA) |
| 2020 東京             | フェイス・キピエゴン ケニア (KEN)         | ローラ・ミュア イギリス (GBR)                 | シファン・ハッサン オランダ (NED)             |

### 5000 m
| 大会名                | 金                                      | 銀                                    | 銅                                        |
| --------------------- | --------------------------------------- | ------------------------------------- | ----------------------------------------- |
| 1996 アトランタ       | 王軍霞 中国 (CHN)                       | ポーリン・コンガ ケニア (KEN)         | ロベルタ・ブルネット イタリア (ITA)       |
| 2000 シドニー         | ガブリエラ・サボー ルーマニア (ROM)     | ソニア・オサリバン アイルランド (IRL) | ゲテ・ワミ エチオピア (ETH)               |
| 2004 アテネ           | メセレト・デファー エチオピア (ETH)     | イザベラ・オチチ ケニア (KEN)         | ティルネシュ・ディババ エチオピア (ETH)   |
| 2008 北京             | ティルネシュ・ディババ エチオピア (ETH) | メセレト・デファー エチオピア (ETH)   | シルビア・キベト ケニア (KEN)             |
| 2012 ロンドン         | メセレト・デファー エチオピア (ETH)     | ビビアン・チェルイヨット ケニア (KEN) | ティルネッシュ・ディババ エチオピア (ETH) |
| 2016 リオデジャネイロ | ビビアン・チェルイヨット ケニア (KEN)   | ヘレン・オンサド・オビリ ケニア (KEN) | アルマズ・アヤナ エチオピア (ETH)         |
| 2020 東京             | シファン・ハッサン オランダ (NED)       | ヘレン・オビリ ケニア (KEN)           | グダフ・ツェガイ エチオピア (ETH)         |

### 10000 m
| 大会名                | 金                                      | 銀                                          | 銅                                      |
| --------------------- | --------------------------------------- | ------------------------------------------- | --------------------------------------- |
| 1988 ソウル           | オルガ・ボンダレンコ ソビエト連邦 (URS) | リズ・マッコルガン イギリス (GBR)           | エレナ・ジュピヨワ ソビエト連邦 (URS)   |
| 1992 バルセロナ       | デラルツ・ツル エチオピア (ETH)         | エレナ・マイヤー 南アフリカ (RSA)           | リン・ジェニングス アメリカ合衆国 (USA) |
| 1996 アトランタ       | フェルナンダ・リベイロ ポルトガル (POR) | 王軍霞 中国 (CHN)                           | ゲテ・ワミ エチオピア (ETH)             |
| 2000 シドニー         | デラルツ・ツル エチオピア (ETH)         | ゲテ・ワミ エチオピア (ETH)                 | フェルナンダ・リベイロ ポルトガル (POR) |
| 2004 アテネ           | 邢慧娜 中国 (CHN)                       | エジェガエフ・ディババ エチオピア (ETH)     | デラルツ・ツル エチオピア (ETH)         |
| 2008 北京             | ティルネシュ・ディババ エチオピア (ETH) | シャレーン・フラナガン アメリカ合衆国 (USA) | リネット・マサイ ケニア (KEN)           |
| 2012 ロンドン         | ティルネシュ・ディババ エチオピア (ETH) | サリー・キプイエゴ ケニア (KEN)             | ビビアン・チェルイヨット ケニア (KEN)   |
| 2016 リオデジャネイロ | アルマズ・アヤナ エチオピア (ETH)       | ビビアン・チェルイヨット ケニア (KEN)       | ティルネシュ・ディババ エチオピア (ETH) |
| 2020 東京             | シファン・ハッサン オランダ (NED)       | カルキダン・ゲザヘグネ バーレーン (BRN)     | レテセンベト・ギデイ エチオピア (ETH)   |

### マラソン
| 大会名                | 金                                          | 銀                                            | 銅                                      |
| --------------------- | ------------------------------------------- | --------------------------------------------- | --------------------------------------- |
| 1984 ロサンゼルス     | ジョーン・ベノイト アメリカ合衆国 (USA)     | グレテ・ワイツ ノルウェー (NOR)               | ロザ・モタ ポルトガル (POR)             |
| 1988 ソウル           | ロザ・モタ ポルトガル (POR)                 | リサ・マーチン オーストラリア (AUS)           | カトリン・ドーレ 東ドイツ (GDR)         |
| 1992 バルセロナ       | ワレンティナ・エゴロワ EUN (EUN)            | 有森裕子 日本 (JPN)                           | ロレーン・モラー ニュージーランド (NZL) |
| 1996 アトランタ       | ファツマ・ロバ エチオピア (ETH)             | ワレンティナ・エゴロワ ロシア (RUS)           | 有森裕子 日本 (JPN)                     |
| 2000 シドニー         | 高橋尚子 日本 (JPN)                         | リディア・シモン ルーマニア (ROM)             | ジョイス・チェプチュンバ ケニア (KEN)   |
| 2004 アテネ           | 野口みずき 日本 (JPN)                       | キャサリン・ヌデレバ ケニア (KEN)             | ディーナ・カスター アメリカ合衆国 (USA) |
| 2008 北京             | コンスタンティナ・トメスク ルーマニア (ROU) | キャサリン・ヌデレバ ケニア (KEN)             | 周春秀 中国 (CHN)                       |
| 2012 ロンドン         | ティキ・ゲラナ エチオピア (ETH)             | プリスカ・ジェプトゥー ケニア (KEN)           | タチアナ・ペトロワ ロシア (RUS)         |
| 2016 リオデジャネイロ | ジェミマ・スムゴング ケニア (KEN)           | ユニス・ジェプキルイ・キルワ バーレーン (BRN) | マレ・ディババ エチオピア (ETH)         |
| 2020 東京             | ペレス・ジェプチルチル ケニア (KEN)         | ブリジット・コスゲイ ケニア (KEN)             | モリー・サイデル アメリカ合衆国 (USA)   |

### 100 m ハードル
| 大会名                | 金                                                          | 銀                                      | 銅                                          |
| --------------------- | ----------------------------------------------------------- | --------------------------------------- | ------------------------------------------- |
| 1972 ミュンヘン       | アンネリー・エアハルト 東ドイツ (GDR)                       | バレリア・ブファヌ ルーマニア (ROM)     | カリン・バルツァー 東ドイツ (GDR)           |
| 1976 モントリオール   | ヨハンナ・シャラー 東ドイツ (GDR)                           | タチアナ・アニシモワ ソビエト連邦 (URS) | ナタリア・レベデワ ソビエト連邦 (URS)       |
| 1980 モスクワ         | ベラ・コミソワ ソビエト連邦 (URS)                           | ヨハンナ・クリール 東ドイツ (GDR)       | ルチーナ・ランゲル ポーランド (POL)         |
| 1984 ロサンゼルス     | ベニータ・フィッツジェラルド＝ブラウン アメリカ合衆国 (USA) | シャーリー・ストロング イギリス (GBR)   | ミシェル・シャルドネ フランス (FRA)         |
| 1984 ロサンゼルス     | ベニータ・フィッツジェラルド＝ブラウン アメリカ合衆国 (USA) | シャーリー・ストロング イギリス (GBR)   | キム・ターナー アメリカ合衆国 (USA)         |
| 1988 ソウル           | ヨルダンカ・ドンコワ ブルガリア (BUL)                       | グロリア・ジーベルト 東ドイツ (GDR)     | クラウディア・ツァキエビッチ 西ドイツ (FRG) |
| 1992 バルセロナ       | パラスケビ・パトリドゥ ギリシャ (GRE)                       | ラボンナ・マーチン アメリカ合衆国 (USA) | ヨルダンカ・ドンコワ ブルガリア (BUL)       |
| 1996 アトランタ       | リュドミラ・エンクイスト スウェーデン (SWE)                 | ブリギッタ・ブコベッチ スロベニア (SLO) | パトリシア・ジラール＝レノ フランス (FRA)   |
| 2000 シドニー         | オルガ・シシギナ カザフスタン (KAZ)                         | グローリー・アロジー ナイジェリア (NGR) | メリッサ・モリソン アメリカ合衆国 (USA)     |
| 2004 アテネ           | ジョアンナ・ヘイズ アメリカ合衆国 (USA)                     | オレナ・クラソフスカ ウクライナ (UKR)   | メリッサ・モリソン アメリカ合衆国 (USA)     |
| 2008 北京             | ドーン・ハーパー アメリカ合衆国 (USA)                       | サリー・マクレラン オーストラリア (AUS) | プリシラ・ロープス＝シュリープ カナダ (CAN) |
| 2012 ロンドン         | サリー・ピアソン オーストラリア (AUS)                       | ドーン・ハーパー アメリカ合衆国 (USA)   | ケリー・ウェルズ アメリカ合衆国 (USA)       |
| 2016 リオデジャネイロ | ブリアナ・ローリンズ アメリカ合衆国 (USA)                   | ニア・アリ アメリカ合衆国 (USA)         | クリスティ・キャスリン アメリカ合衆国 (USA) |
| 2020 東京             | ジャスミン・カマチョ＝クイン プエルトリコ (PUR)             | ケンドラ・ハリソン アメリカ合衆国 (USA) | メガン・タッパー ジャマイカ (JAM)           |

### 400 m ハードル
| 大会名                | 金                                              | 銀                                                    | 銅                                                    |
| --------------------- | ----------------------------------------------- | ----------------------------------------------------- | ----------------------------------------------------- |
| 1984 ロサンゼルス     | ナワル・エル・ムータワキル モロッコ (MAR)       | ジュディ・ブラウン アメリカ合衆国 (USA)               | クリスティアーナ・コジョカル ルーマニア (ROM)         |
| 1988 ソウル           | デビー・フリントフ＝キング オーストラリア (AUS) | タチアナ・レドフスカヤ ソビエト連邦 (URS)             | エレン・フィードラー 東ドイツ (GDR)                   |
| 1992 バルセロナ       | サリー・ガネル イギリス (GBR)                   | サンドラ・ファーマー＝パトリック アメリカ合衆国 (USA) | ジャニーヌ・ビッカーズ アメリカ合衆国 (USA)           |
| 1996 アトランタ       | デオン・ヘミングス ジャマイカ (JAM)             | キム・バッテン アメリカ合衆国 (USA)                   | トーニャ・ビュフォード＝ベイリー アメリカ合衆国 (USA) |
| 2000 シドニー         | イリーナ・プリワロワ ロシア (RUS)               | デオン・ヘミングス ジャマイカ (JAM)                   | ネザ・ビドゥアン モロッコ (MAR)                       |
| 2004 アテネ           | ファニ・ハルキア ギリシャ (GRE)                 | イオネラ・ティルレア＝マノラケ ルーマニア (ROM)       | タチアナ・テレシチュク ウクライナ (UKR)               |
| 2008 北京             | メレーン・ウォーカー ジャマイカ (JAM)           | シーナ・トスタ アメリカ合衆国 (USA)                   | ターシャ・ダンバース イギリス (GBR)                   |
| 2012 ロンドン         | ナタリア・アントユフ ロシア (RUS)               | ラシンダ・ディーマス アメリカ合衆国 (USA)             | ズザナ・ヘイノバ チェコ (CZE)                         |
| 2016 リオデジャネイロ | ダリラ・ムハンマド アメリカ合衆国 (USA)         | サラ・スロット・ペーターセン デンマーク (DEN)         | アシュリー・スペンサー アメリカ合衆国 (USA)           |
| 2020 東京             | シドニー・マクラフリン アメリカ合衆国 (USA)     | ダリラ・ムハンマド アメリカ合衆国 (USA)               | フェムケ・ボル オランダ (NED)                         |

### 3000m障害
| 大会名                | 金                                        | 銀                                            | 銅                                      |
| --------------------- | ----------------------------------------- | --------------------------------------------- | --------------------------------------- |
| 2008 北京             | グルナラ・ガルキナ＝サミトワ ロシア (RUS) | ユーニス・ジェプコリル ケニア (KEN)           | タチアナ・アルヒポワ ロシア (RUS)       |
| 2012 ロンドン         | ハビバ・グリビ チュニジア (TUN)           | ソフィア・アセファ エチオピア (ETH)           | ミルカ・チェモス・チェイワ ケニア (KEN) |
| 2016 リオデジャネイロ | ルース・ジェベト バーレーン (BRN)         | ヒュビン・キエン・ジェプケモイ ケニア (KEN)   | エマ・コバーン アメリカ合衆国 (USA)     |
| 2020 東京             | ペルス・チェムタイ ウガンダ (UGA)         | コートニー・フレリックス アメリカ合衆国 (USA) | ハイビン・キエン ケニア (KEN)           |

### 4 × 100 m リレー
| 大会名                | 金 | 銀 | 銅 |
| --------------------- | --- | --- | --- |
| 1928 アムステルダム   | カナダ ファニー・ローゼンフェルド エセル・スミス ジェーン・ベル マートル・クック                                                                                     | アメリカ合衆国 マリー・ウォッシュボーン ジェシー・クロス ロレッタ・マクニール ベティ・ロビンソン                                                                         | ドイツ ローザ・ケルナー ヘレーネ・シュミット アンニ・ホルトマン ヘレーネ・ユンカー                                                       |
| 1932 ロサンゼルス     | アメリカ合衆国 メアリー・カルー エベリン・ファーチ アネット・ロジャース ウィルヘルミナ・ボンブレーメン                                                               | カナダ ミルドレッド・フィッツェル リリアン・パルマー メアリー・フリッツェル イルダ・ストリク                                                                             | イギリス アイリーン・ヒスコック グウェンドリン・ポーター ヴァイオレット・ウェブ ネリー・ハルステッド                                     |
| 1936 ベルリン         | アメリカ合衆国 ハリエット・ブランド アネット・ロジャース ベティ・ロビンソン ヘレン・ステフェンス                                                                     | イギリス アイリーン・ヒスコック ヴァイオレット・オルニー オードリー・ブラウン バーバラ・バーク                                                                           | カナダ ドロシー・ブルックショー ミルドレッド・ドルソン ヒルダ・キャメロン アイリーン・マーハー                                           |
| 1948 ロンドン         | オランダ セニア・スタット・デ・ヨング ネッティ・ヴィツィエール・ティメール ヘルタ・ファン・デル・カデ・クデイス フランシナ・ブランカース＝クン                       | オーストラリア シャーリー・ストリックランド・デ・ラ・ハンティ ジューン・マストン エリザベス・マッキノン ジョイス・キング                                                 | カナダ ヴィオラ・マイヤーズ ナンシー・マッケイ ダイアン・フォスター パトリシア・ジョーンズ                                               |
| 1952 ヘルシンキ       | アメリカ合衆国 メイ・ファッグス バーバラ・ジョーンズ ジャネット・モロー キャサリン・ハーディ                                                                         | 西ドイツ ウルスラ・クナップ マリア・ザンダー ヘルガ・クライン マルガ・ペテルセン                                                                                         | イギリス シルビア・チーズマン ジューン・フォールズ ジーン・デスフォルゲ ヘザー・アーミテージ                                             |
| 1956 メルボルン       | オーストラリア シャーリー・ストリックランド・デ・ラ・ハンティ ノーマ・クロッカー フラー・メラー ベティ・カスバート                                                   | イギリス アン・パシュリー ジーン・スクリヴンズ ジューン・フォールズ ヘザー・アーミテージ                                                                                 | アメリカ合衆国 メイ・ファッグス マーガレット・マシューズ ウィルマ・ルドルフ イザベル・ダニエルズ                                         |
| 1960 ローマ           | アメリカ合衆国 マーサ・ハドソン ルシンダ・ウィリアムズ バーバラ・ジョーンズ ウィルマ・ルドルフ                                                                       | 東西統一ドイツ マルタ・ラングバイン アニー・ビーフル ブリュンヒルデ・ヘンドリックス ユッタ・ハイネ                                                                       | ポーランド テレサ・チェプラ バルバラ・ヤニシェフスカ ツェリーナ・イェショノフスカ ハリナ・リヒター                                       |
| 1964 東京             | ポーランド テレサ・チェプラ イレーナ・キルシェンシュテイン ハリナ・ゴレツカ エワ・クロブコフスカ                                                                     | アメリカ合衆国 ウィリー・ホワイト ワイオミア・タイアス マリリン・ホワイト エディス・マガイヤー                                                                           | イギリス ジャネット・シンプソン マリー・ランド ダフネ・アーデン ドロシー・ハイマン                                                       |
| 1968 メキシコシティー | アメリカ合衆国 バーバラ・フェレル マーガレット・ベイルズ ミルドレット・ネッター ワイオミア・タイアス                                                                 | キューバ マルレネ・エレハルデ フルヘンシア・ロメイ ヴィオレッタ・ケサダ ミゲリーナ・コビアン                                                                             | ソビエト連邦 リュドミラ・ザルコワ＝マスラコワ ガリーナ・ブハリナ ベラ・ポプコワ リュドミラ・サモツォワ                                   |
| 1972 ミュンヘン       | 西ドイツ クリスチャン・クラウゼ イングリット・ミックラー＝ベッカー アンネグレート・リヒター ハイデ・ローゼンダール                                                   | 東ドイツ エベリン・カウファー クリスチーナ・ハイニッヒ ベーベル・シュトルッペルト レナーテ・シュテヒャー                                                                 | キューバ マルレネ・エレハルデ カルメン・バルデス フルヘンシア・ロメイ シルビア・キバス                                                   |
| 1976 モントリオール   | 東ドイツ マルリース・エルスナー レナーテ・シュテヒャー カーラ・ボーデンドルフ ベーベル・エッカート                                                                   | 西ドイツ エルビラ・ポゼケル インゲ・ヘルテン アンネグレート・リヒター アンネグレート・クロニガー                                                                         | ソビエト連邦 タチアナ・プロロチェンコ リュドミラ・ザルコワ＝マスラコワ ナデジダ・ベスファミリナヤ ベラ・アニシモワ                       |
| 1980 モスクワ         | 東ドイツ ロミー・ミューラー ベーベル・ヴェッケル イングリット・アウアースバルト マルリース・ゲール                                                                   | ソビエト連邦 ベラ・コミソワ リュドミラ・ザルコワ＝マスラコワ ベラ・アニシモワ ナタリア・ボチナ                                                                           | イギリス ヘザー・ハント キャシー・スモールウッド ビバリー・ゴダード ソニア・ランナマン                                                   |
| 1984 ロサンゼルス     | アメリカ合衆国 アリス・ブラウン ジャネット・ボールデン チャンドラ・チーズボロー エベリン・アシュフォード                                                             | カナダ アンジェラ・ベイリー マリタ・ペイン アンジェラ・テイラー フランス・ガロー                                                                                         | イギリス シモーネ・ジェイコブズ キャシー・クック ビバリー・カランダー ヘザー・オークス                                                   |
| 1988 ソウル           | アメリカ合衆国 アリス・ブラウン シーラ・エコルズ フローレンス・グリフィス＝ジョイナー エベリン・アシュフォード                                                       | 東ドイツ ジルケ・メラー ケルスティン・ベーレント イングリット・アウアースバルト マルリース・ゲール                                                                       | ソビエト連邦 リュドミラ・コンドラチェワ ガリーナ・マルチュギナ マリーナ・ジロワ ナタリア・ポモシニコワ                                   |
| 1992 バルセロナ       | アメリカ合衆国 エベリン・アシュフォード エスター・ジョーンズ カーレット・ギドリー グウェン・トーレンス ミシェル・フィン                                              | EUN オルガ・ボゴスロフスカヤ ガリーナ・マルチュギナ マリーナ・トランデンコワ イリーナ・プリワロワ                                                                        | ナイジェリア ベアトリス・ウトンドゥ フェイス・イデヘン クリスティ・オパラ＝トンプソン メアリー・オンヤリ                                 |
| 1996 アトランタ       | アメリカ合衆国 ゲイル・ディバース インガー・ミラー クリスティ・ゲインズ グウェン・トーレンス カーレット・ギドリー                                                    | バハマ エルデス・クラーク チャンドラ・スターラップ サバセダ・フィンズ ポーリン・デービス＝トンプソン デビー・ファーガソン                                                | ジャマイカ ミッシェル・フリーマン ジュリエット・カスバート ニコール・ミッチェル マリーン・オッティ ジリアン・ラッセル アンドレア・ロイド |
| 2000 シドニー         | バハマ セバセダ・フィンズ チャンドラ・スターラップ ポーリン・デービス＝トンプソン デビー・ファーガソン エルデス・クラーク＝ルイス                                    | ジャマイカ タイナ・ローレンス ベロニカ・キャンベル ビバリー・マクドナルド マリーン・オッティ マリーン・フレイザー                                                        | アメリカ合衆国 クリスティ・ゲインズ トーリ・エドワーズ ナンシーン・ペリー マリオン・ジョーンズ                                           |
| 2004 アテネ           | ジャマイカ タイナ・ローレンス シェローン・シンプソン アリーン・ベイリー ベロニカ・キャンベル ビバリー・マクドナルド                                                  | ロシア オルガ・フィオドロワ ユリヤ・タバコワ イリーナ・ハバロワ ラリサ・クルグロワ                                                                                       | フランス ベロニク・マン ミュリエル・ユルティス シルビアンヌ・フェリックス クリスティーン・アーロン                                       |
| 2008 北京             | ベルギー オリビア・ボルレー ハンナ・マリエン エロディ・ウエドラオゴ キム・ゲバールト                                                                                 | ナイジェリア フランカ・イドコ グロリア・ケマスオデ ハリマット・イスマイラ オルダモラ・オサヨミ アグネス・オサズワ                                                        | ブラジル ホセマール・コエリョ・ネト ルシマール・デ・モウラ タイサ・プレスチ ロザンジェラ・サントス                                       |
| 2012 ロンドン         | アメリカ合衆国 ティアナ・マディソン アリソン・フェリックス ビアンカ・ナイト カーメリタ・ジーター                                                                     | ジャマイカ シェリー＝アン・フレーザー シローン・シンプソン ベロニカ・キャンベル＝ブラウン ケロン・スチュワート                                                           | ウクライナ オレシャ・ポフ フリスティナ・ストゥイ マリヤ・リエミエン エリザベタ・ブリズギナ                                               |
| 2016 リオデジャネイロ | アメリカ合衆国 ティアナ・バートレッタ アリソン・フェリックス イングリッシュ・ガードナー トリ・ボウイ モロラケ・アキノスン                                            | ジャマイカ クリスタニア・ウィリアムズ エレイン・トンプソン ベロニカ・キャンベル＝ブラウン シェリー＝アン・フレーザー＝プライス シモネ・フェイシー サシャリー・フォーブス | イギリス アシャ・フィリップ デズリー・ヘンリー ディナ・アッシャー＝スミス ダリル・ニータ                                                 |
| 2020 東京             | ジャマイカ (JAM) ブリアナ・ウィリアムズ エレイン・トンプソン＝ヘラ シェリー＝アン・フレーザー＝プライス シェリカ・ジャクソン レモナ・バーチェル ナターシャ・モリソン | アメリカ合衆国 (USA) ジャビアン・オリバー ティアナ・ダニエルズ ジェンナ・プランディーニ ガブリエル・トーマス イングリッシュ・ガードナー アレイア・ホッブス               | イギリス (GBR) アシャ・フィリップ イマニ・ランシコト ディナ・アシャー＝スミス ダリル・ネイタ                                             |

### 4 × 400 m リレー
| 大会名                | 金 | 銀 | 銅 |
| --------------------- | --- | --- | --- |
| 1972 ミュンヘン       | 東ドイツ ダグマル・ケスリング リタ・キューネ ヘルガ・サイドラー モニカ・ツェールト | アメリカ合衆国 マーブル・ファーガソン マデリーン・マニング シェリル・トゥサーン キャシー・ハモンド                                                                          | 西ドイツ アネット・リュッケス インゲ・ベディング ヒルデガルト・ファルク リタ・ウィルデン                                                                             |
| 1976 モントリオール   | 東ドイツ ドリス・マレツキ ブリギッテ・ローデ エレン・シュトライト クリスティナ・ブレーマー                                                                                               | アメリカ合衆国 デブラ・サペンター シェイラ・イングラム パメラ・ジルズ ロザリン・ブライアント                                                                                | ソビエト連邦 インタ・クリモヴィチャ リュドミラ・アクショノワ ナタリア・ソコロワ ナデシュナ・イリーナ                                                                 |
| 1980 モスクワ         | ソビエト連邦 タチアナ・プロロチェンコ タチアナ・ゴイシチク ニーナ・ジュスコワ イリーナ・ナザロワ                                                                                         | 東ドイツ ガブリエレ・レーヴェ バーバラ・クルーク クリスティナ・ブレーマー マリタ・コッホ                                                                                    | イギリス リンゼイ・マクドナルド ミッシェル・プロバート ジョスリン・ホイト＝スミス ジャニーン・マクレガー                                                             |
| 1984 ロサンゼルス     | アメリカ合衆国 リリー・レザーウッド シェリ・ハワード バレリー・ブリスコ＝フックス チャンドラ・チーズボロー                                                                               | カナダ チャーメイン・クルックス ジリアン・リチャードソン モリー・キリングベック マリタ・ペイン                                                                              | 西ドイツ ハイケ・シュルテ＝マットラー ウーテ・ティム ハイデ＝エルケ・ガウゲル ガビー・ブスマン                                                                       |
| 1988 ソウル           | ソビエト連邦 タチアナ・レドフスカヤ オルガ・ナザロワ マリヤ・ピニギナ オルガ・ブリズギナ                                                                                                 | アメリカ合衆国 ディニアン・ハワード ダイアン・ディクソン バレリー・ブリスコ＝フックス フローレンス・グリフィス＝ジョイナー                                                  | 東ドイツ ダグマル・ノイバウアー キルステン・エメルマン ザビーネ・ブッシュ ペトラ・ミュラー                                                                           |
| 1992 バルセロナ       | EUN エレーナ・ルジナ リュドミラ・ジガロワ オルガ・ナザロワ オルガ・ブリズギナ マリナ・シュモニナ リリヤ・ヌルディノワ                                                                    | アメリカ合衆国 ナターシャ・カイザー グウェン・トーレンス ジール・マイルス ロシェル・スティーブンス ディニアン・ヒル ダネット・ヤング                                        | イギリス フィリス・スミス サンドラ・ダグラス ジェニファー・スタウト サリー・ガネル                                                                                   |
| 1996 アトランタ       | アメリカ合衆国 ロシェル・スティーブンス マイセル・マローン キム・グラハム ジール・マイルス リネッタ・ウィルソン                                                                          | ナイジェリア ビシ・アフォラビ ファティマ・ユスフ クリスティ・オパラ ファリラット・オグンコヤ                                                                                | ドイツ ウータ・ローレンダー リンダ・キサバカ アーニャ・リュッカー グリット・ブロイアー                                                                               |
| 2000 シドニー         | アメリカ合衆国 ジール・マイルス モニーク・ヘンナガン マリオン・ジョーンズ ラターシャ・コランダー アンドレア・アンダーソン                                                                | ジャマイカ サンディー・リチャーズ キャサリン・スコット デオン・ヘミングス ロレイン・グラハム チャーメイン・ハウエル ミッシェル・バーガー                                    | ロシア ユリア・ソトニコワ スベトラーナ・ゴンチャレンコ オルガ・コトリャロワ イリーナ・プリワロワ ナタリア・ナザロワ オレシャ・ジキナ                                 |
| 2004 アテネ           | アメリカ合衆国 ディーディー・トロッター モニーク・ヘンダーソン サーニャ・リチャーズ モニーク・ヘンナガン クリスタル・コックス モウシャウミ・ロビンソン                                   | ロシア オレシャ・クラスノモベツ ナタリア・ナザロワ オレシャ・ジキナ ナタリア・アントユフ タチアナ・フィロワ ナタリア・イワノワ                                              | ジャマイカ ノブレーン・ウィリアムズ ミッシェル・バーガー ナディア・デイビー サンディー・リチャーズ ロネッタ・スミス                                                  |
| 2008 北京             | アメリカ合衆国 メアリー・ワインバーグ アリソン・フェリックス モニーク・ヘンダーソン サーニャ・リチャーズ                                                                                 | ジャマイカ シェリカ・ウィリアムズ シェリーファ・ロイド ローズマリー・ホワイト ノブレーン・ウィリアムズ                                                                      | イギリス クリスティーン・オールグー ケリー・サザートン マリリン・オコロ ニコラ・サンダース                                                                           |
| 2012 ロンドン         | アメリカ合衆国 (USA) ディーディー・トロッター アリソン・フェリックス フランセーナ・マコロリー サーニャ・リチャーズ＝ロス                                                                 | ジャマイカ (JAM) クリスティン・デイ ローズマリー・ホワイト シェリカ・ウィリアムズ ノブレーン・ウィリアムズ＝ミルズ                                                          | ウクライナ (UKR) アリーナ・ログビネンコ オリハ・ゼムリャク ハンナ・リシコヴァ ナタリア・パイハイダ                                                                   |
| 2016 リオデジャネイロ | アメリカ合衆国 アリソン・フェリックス フィリス・フランシス ナターシャ・ヘイスティングス コートニー・オコロ テイラー・エリス＝ワトソン フランセナ・マッコロリー                           | ジャマイカ ステファニー・アン・マクファーソン アニーシャ・マクローリン シェリカ・ジャクソン ノブレーン・ウィリアムズ＝ミルズ クリスティン・デイ クリサン・ゴードン          | イギリス エイリー・チャイルド アニカ・オヌオラ エミリー・ダイアモンド クリスティーン・オールグー ケリー・マッセイ                                                    |
| 2020 東京             | アメリカ合衆国 (USA) シドニー・マクラフリン アリソン・フェリックス ダリラ・ムハンマド アシング・ムー ケンドール・エリス リンナ・アービー ウェーデリン・ジョナタス ケイリン・ホイットニー | ポーランド (POL) ナタリア・カチマレク イガ・バウムガルト＝ヴィータン マウゴジャタ・ホウプ＝コヴァリック ユスティナ・シュフィエンティ＝エルセティツ アンナ・キエウバシニスカ | ジャマイカ (JAM) ロネイシャ・マグレガー ジャニーブ・ラッセル シェリカ・ジャクソン キャンダイス・マクラウド ジュネル・ブロムフィールド ステーシー・アン・ウィリアムズ |

### 20 km 競歩
| 大会名                | 金                                    | 銀                                                  | 銅                                    |
| --------------------- | ------------------------------------- | --------------------------------------------------- | ------------------------------------- |
| 2000 シドニー         | 王麗萍 中国 (CHN)                     | シェルティ・テュッセ・プラッツェル ノルウェー (NOR) | マリア・バスコ スペイン (ESP)         |
| 2004 アテネ           | アサナシア・ツメレカ ギリシャ (GRE)   | オリンピアダ・イワノワ ロシア (RUS)                 | ジェーン・サビル オーストラリア (AUS) |
| 2008 北京             | オルガ・カニスキナ ロシア (RUS)       | シェルティ・テュッセ・プラッツェル ノルウェー (NOR) | エリザ・リガウド イタリア (ITA)       |
| 2012 ロンドン         | エレーナ・ラシュマノワ ロシア (RUS)   | 切陽什姐 中国 (CHN)                                 | 劉虹 中国 (CHN)                       |
| 2016 リオデジャネイロ | 劉虹 中国 (CHN)                       | マリア・グアダルーペ・ゴンサレス メキシコ (MEX)     | 呂秀芝 中国 (CHN)                     |
| 2020 東京             | アントネラ・パルミザノ イタリア (ITA) | サンドラ・ロレーナ・アレナス コロンビア (COL)       | 劉虹 中国 (CHN)                       |

### 走高跳
| 大会名                | 金                                              | 銀                                          | 銅                                            |
| --------------------- | ----------------------------------------------- | ------------------------------------------- | --------------------------------------------- |
| 1928 アムステルダム   | エセル・キャサーウッド カナダ (CAN)             | リエン・ヒソルフ オランダ (NED)             | ミルドレッド・ウィリー アメリカ合衆国 (USA)   |
| 1932 ロサンゼルス     | ジーン・シャイリー アメリカ合衆国 (USA)         | ベーブ・ディドリクソン アメリカ合衆国 (USA) | エヴァ・ドーズ カナダ (CAN)                   |
| 1936 ベルリン         | イボヤ・チャーク ハンガリー (HUN)               | ドロシー・オーダム イギリス (GBR)           | エルフリーデ・カウン ドイツ (GER)             |
| 1948 ロンドン         | アリス・コーチマン アメリカ合衆国 (USA)         | ドロシー・オーダム イギリス (GBR)           | ミシュリーヌ・オステルメイヤー フランス (FRA) |
| 1952 ヘルシンキ       | エスター・ブランド 南アフリカ (RSA)             | シーラ・レーウィル イギリス (GBR)           | アレクサンドラ・チュジナ ソビエト連邦 (URS)   |
| 1956 メルボルン       | ミルドレッド・マクダニエル アメリカ合衆国 (USA) | テルマ・ホプキンス イギリス (GBR)           | 該当者なし                                    |
| 1956 メルボルン       | ミルドレッド・マクダニエル アメリカ合衆国 (USA) | マリア・ピサレワ ソビエト連邦 (URS)         | 該当者なし                                    |
| 1960 ローマ           | ヨランダ・バラシュ ルーマニア (ROM)             | ヤロスラワ・ヨジアコフスカ ポーランド (POL) | 該当者なし                                    |
| 1960 ローマ           | ヨランダ・バラシュ ルーマニア (ROM)             | ドロシー・シャーリー イギリス (GBR)         | 該当者なし                                    |
| 1964 東京             | ヨランダ・バラシュ ルーマニア (ROM)             | ミシェル・ブラウン オーストラリア (AUS)     | タイシア・チェンチク ソビエト連邦 (URS)       |
| 1968 メキシコシティー | ミロスラバ・レスコバ チェコスロバキア (TCH)     | アントニーナ・オコロコワ ソビエト連邦 (URS) | ワレンティナ・コジール ソビエト連邦 (URS)     |
| 1972 ミュンヘン       | ウルリケ・マイフェルト 西ドイツ (FRG)           | ヨルダンカ・ブラゴエワ ブルガリア (BUL)     | イローナ・グーゼンバウアー オーストリア (AUT) |
| 1976 モントリオール   | ローズマリー・アッカーマン 東ドイツ (GDR)       | サラ・シメオニ イタリア (ITA)               | ヨルダンカ・ブラゴエワ ブルガリア (BUL)       |
| 1980 モスクワ         | サラ・シメオニ イタリア (ITA)                   | ウルスラ・キエラン ポーランド (POL)         | ユッタ・キルスト 東ドイツ (GDR)               |
| 1984 ロサンゼルス     | ウルリケ・マイフェルト 西ドイツ (FRG)           | サラ・シメオニ イタリア (ITA)               | ジョニ・ハントリー アメリカ合衆国 (USA)       |
| 1988 ソウル           | ルイス・リッター アメリカ合衆国 (USA)           | ステフカ・コスタディノヴァ ブルガリア (BUL) | タマラ・ブイコワ ソビエト連邦 (URS)           |
| 1992 バルセロナ       | ハイケ・ヘンケル ドイツ (GER)                   | アリーナ・アスタフェイ ルーマニア (ROM)     | イオアムネット・キンテロ キューバ (CUB)       |
| 1996 アトランタ       | ステフカ・コスタディノヴァ ブルガリア (BUL)     | ニキ・バコイヤーニ ギリシャ (GRE)           | インガ・ババコワ ウクライナ (UKR)             |
| 2000 シドニー         | エレーナ・エレシナ ロシア (RUS)                 | ヘストリー・クルーテ 南アフリカ (RSA)       | カイサ・ベリークヴィスト スウェーデン (SWE)   |
| 2000 シドニー         | エレーナ・エレシナ ロシア (RUS)                 | ヘストリー・クルーテ 南アフリカ (RSA)       | オアナ・パンテリモン ルーマニア (ROM)         |
| 2004 アテネ           | エレーナ・スレサレンコ ロシア (RUS)             | ヘストリー・クルーテ 南アフリカ (RSA)       | ビクトリア・スチオピナ ウクライナ (UKR)       |
| 2008 北京             | ティア・エルボー ベルギー (BEL)                 | ブランカ・ブラシッチ クロアチア (CRO)       | チャウント・ハワード アメリカ合衆国 (USA)     |
| 2012 ロンドン         | アンナ・チチェロワ ロシア (RUS)                 | ブリジッタ・バレット アメリカ合衆国 (USA)   | ルート・ベイティア スペイン (ESP)             |
| 2016 リオデジャネイロ | ルート・ベイティア スペイン (ESP)               | ミレラ・デミレワ ブルガリア (BUL)           | ブランカ・ブラシッチ クロアチア (CRO)         |
| 2020 東京             | マリア・ラシツケネ ROC (ROC)                    | ニコラ・マクダーモット オーストラリア (AUS) | ヤロスラワ・マフチフ ウクライナ (UKR)         |

### 棒高跳
| 大会名                | 金                                          | 銀                                              | 銅                                            |
| --------------------- | ------------------------------------------- | ----------------------------------------------- | --------------------------------------------- |
| 2000 シドニー         | ステーシー・ドラギラ アメリカ合衆国 (USA)   | タチアナ・グリゴリエワ オーストラリア (AUS)     | ヴァラ・フロサドッティル アイスランド (ISL)   |
| 2004 アテネ           | エレーナ・イシンバエワ ロシア (RUS)         | スベトラーナ・フェオファノワ ロシア (RUS)       | アンナ・ロゴフスカ ポーランド (POL)           |
| 2008 北京             | エレーナ・イシンバエワ ロシア (RUS)         | ジェニファー・スタチンスキ アメリカ合衆国 (USA) | スベトラーナ・フェオファノワ ロシア (RUS)     |
| 2012 ロンドン         | ジェニファー・サー アメリカ合衆国 (USA)     | ヤリスレイ・シルバ キューバ (CUB)               | エレーナ・イシンバエワ ロシア (RUS)           |
| 2016 リオデジャネイロ | エカテリーニ・ステファニディ ギリシャ (GRE) | サンディ・モリス アメリカ合衆国 (USA)           | エリザ・マッカートニー ニュージーランド (NZL) |
| 2020 東京             | ケイティ・ナジオット アメリカ合衆国 (USA)   | アンジェリカ・シドロワ ROC (ROC)                | ホリー・ブラッドショー イギリス (GBR)         |

### 走幅跳
| 大会名                | 金                                                    | 銀                                              | 銅                                                    |
| --------------------- | ----------------------------------------------------- | ----------------------------------------------- | ----------------------------------------------------- |
| 1948 ロンドン         | ジャルマチ・オルガ ハンガリー (HUN)                   | ノエミ・シモネット アルゼンチン (ARG)           | アン＝ブリット・レイマン スウェーデン (SWE)           |
| 1952 ヘルシンキ       | イヴェット・ウィリアムズ ニュージーランド (NZL)       | アレクサンドラ・チュジナ ソビエト連邦 (URS)     | シャーリー・コーリー イギリス (GBR)                   |
| 1956 メルボルン       | エルジュビェタ・クシェシンスカ ポーランド (POL)       | ウィリー・ホワイト アメリカ合衆国 (USA)         | ナデジダ・ドバリシビリ ソビエト連邦 (URS)             |
| 1960 ローマ           | ベラ・クレプキナ ソビエト連邦 (URS)                   | エルジュビェタ・クシェシンスカ ポーランド (POL) | ヒルドルン・クラウス 東西統一ドイツ (EUA)             |
| 1964 東京             | マリー・ランド イギリス (GBR)                         | イレーナ・キルシェンシュテイン ポーランド (POL) | タチアナ・シチェルカノワ ソビエト連邦 (URS)           |
| 1968 メキシコシティー | ビオリカ・ビスコポレアヌ ルーマニア (ROM)             | シーラ・シャーウッド イギリス (GBR)             | タチアナ・タリシェーワ ソビエト連邦 (URS)             |
| 1972 ミュンヘン       | ハイデ・ローゼンダール 西ドイツ (FRG)                 | ディアナ・ヨルゴワ ブルガリア (BUL)             | エバ・スラノワ チェコスロバキア (TCH)                 |
| 1976 モントリオール   | アンゲラ・フォイクト 東ドイツ (GDR)                   | キャシー・マクミラン アメリカ合衆国 (USA)       | リディア・アルフェーエワ ソビエト連邦 (URS)           |
| 1980 モスクワ         | タチアナ・コルパコワ ソビエト連邦 (URS)               | ブリジット・ヴーヤク 東ドイツ (GDR)             | タチアナ・スカチコ ソビエト連邦 (URS)                 |
| 1984 ロサンゼルス     | アニソアラ・スタンチウ ルーマニア (ROM)               | バリ・イオネスク ルーマニア (ROM)               | スー・ハーンショー イギリス (GBR)                     |
| 1988 ソウル           | ジャッキー・ジョイナー＝カーシー アメリカ合衆国 (USA) | ハイケ・ドレクスラー 東ドイツ (GDR)             | ガリナ・チスチャコワ ソビエト連邦 (URS)               |
| 1992 バルセロナ       | ハイケ・ドレクスラー ドイツ (GER)                     | イネッサ・クラベッツ EUN (EUN)                  | ジャッキー・ジョイナー＝カーシー アメリカ合衆国 (USA) |
| 1996 アトランタ       | チオマ・アジュンワ ナイジェリア (NGR)                 | フィオナ・メイ イタリア (ITA)                   | ジャッキー・ジョイナー＝カーシー アメリカ合衆国 (USA) |
| 2000 シドニー         | ハイケ・ドレクスラー ドイツ (GER)                     | フィオナ・メイ イタリア (ITA)                   | タチアナ・コトワ ロシア (RUS)                         |
| 2004 アテネ           | タチアナ・レベデワ ロシア (RUS)                       | イリーナ・シマギナ ロシア (RUS)                 | タチアナ・コトワ ロシア (RUS)                         |
| 2008 北京             | マウレン・マギ ブラジル (BRA)                         | ブレッシング・オカグバレ ナイジェリア (NGR)     | チェルシー・ハモンド ジャマイカ (JAM)                 |
| 2012 ロンドン         | ブリトニー・リース アメリカ合衆国 (USA)               | エレーナ・ソコロワ ロシア (RUS)                 | ジャーネイ・デローチ アメリカ合衆国 (USA)             |
| 2016 リオデジャネイロ | ティアナ・バートレッタ アメリカ合衆国 (USA)           | ブリトニー・リース アメリカ合衆国 (USA)         | イヴァーナ・スパノヴィッチ セルビア (SRB)             |
| 2020 東京             | マライカ・ミハンボ ドイツ (GER)                       | ブリトニー・リース アメリカ合衆国 (USA)         | エセ・ブルーメ ナイジェリア (NGR)                     |

### 三段跳
| 大会名                | 金                                        | 銀                                      | 銅                                    |
| --------------------- | ----------------------------------------- | --------------------------------------- | ------------------------------------- |
| 1996 アトランタ       | イネッサ・クラベッツ ウクライナ (UKR)     | インナ・ラソフスカヤ ロシア (RUS)       | サルカ・カスパルコワ チェコ (CZE)     |
| 2000 シドニー         | テレザ・マリノワ ブルガリア (BUL)         | タチアナ・レベデワ ロシア (RUS)         | オレーナ・ホボロワ ウクライナ (UKR)   |
| 2004 アテネ           | フランソワーズ・ムバンゴ カメルーン (CMR) | クリソピギ・デベツィ ギリシャ (GRE)     | タチアナ・レベデワ ロシア (RUS)       |
| 2008 北京             | フランソワーズ・ムバンゴ カメルーン (CMR) | オルガ・リパコワ カザフスタン (KAZ)     | ヤルヘリス・サビヌ キューバ (CUB)     |
| 2012 ロンドン         | オリガ・ルイパコワ カザフスタン (KAZ)     | カテリネ・イバルグエン コロンビア (COL) | オリガ・サラドゥハ ウクライナ (UKR)   |
| 2016 リオデジャネイロ | カテリネ・イバルグエン コロンビア (COL)   | ジュリマール・ロハス ベネズエラ (VEN)   | オリガ・ルイパコワ カザフスタン (KAZ) |
| 2020 東京             | ジュリマール・ロハス ベネズエラ (VEN)     | パトリシア・マモナ ポルトガル (POR)     | アナ・ペレテイロ スペイン (ESP)       |

### 砲丸投
| 大会名                | 金                                            | 銀                                                | 銅                                            |
| --------------------- | --------------------------------------------- | ------------------------------------------------- | --------------------------------------------- |
| 1948 ロンドン         | ミシュリーヌ・オステルメイヤー フランス (FRA) | アメリア・ピッチニーニ イタリア (ITA)             | イナ・シェーファー オーストリア (AUT)         |
| 1952 ヘルシンキ       | ガリナ・ジビナ ソビエト連邦 (URS)             | マリアンネ・ヴェルナー 西ドイツ (FRG)             | クラウディア・トチェノーワ ソビエト連邦 (URS) |
| 1956 メルボルン       | タマラ・ティシケビッチ ソビエト連邦 (URS)     | ガリナ・ジビナ ソビエト連邦 (URS)                 | マリアンネ・ヴェルナー 東西統一ドイツ (EUA)   |
| 1960 ローマ           | タマラ・プレス ソビエト連邦 (URS)             | ヨハンナ・リュトゲ 東西統一ドイツ (EUA)           | アーリーン・ブラウン アメリカ合衆国 (USA)     |
| 1964 東京             | タマラ・プレス ソビエト連邦 (URS)             | レナーテ・クルムベルガー 東西統一ドイツ (EUA)     | ガリナ・ジビナ ソビエト連邦 (URS)             |
| 1968 メキシコシティー | マルギッタ・グンメル 東ドイツ (GDR)           | マリタ・ランゲ 東ドイツ (GDR)                     | ナデジダ・チジョワ ソビエト連邦 (URS)         |
| 1972 ミュンヘン       | ナデジダ・チジョワ ソビエト連邦 (URS)         | マルギッタ・グンメル 東ドイツ (GDR)               | イワンカ・フリストワ ブルガリア (BUL)         |
| 1976 モントリオール   | イワンカ・フリストワ ブルガリア (BUL)         | ナデジダ・チジョワ ソビエト連邦 (URS)             | ヘレナ・フィビンゲロバ チェコスロバキア (TCH) |
| 1980 モスクワ         | イローナ・スルピアネク 東ドイツ (GDR)         | スベトラーナ・クラチェフスカヤ ソビエト連邦 (URS) | マルギッタ・プフェ 東ドイツ (GDR)             |
| 1984 ロサンゼルス     | クラウディア・ロッシュ 西ドイツ (FRG)         | ミハエラ・ロギン ルーマニア (ROM)                 | ゲール・マーチン オーストラリア (AUS)         |
| 1988 ソウル           | ナタリア・リソフスカヤ ソビエト連邦 (URS)     | カトリン・ナイムケ 東ドイツ (GDR)                 | 李梅素 中国 (CHN)                             |
| 1992 バルセロナ       | スベトラーナ・クリベリョワ EUN (EUN)          | 黄志紅 中国 (CHN)                                 | カトリン・ナイムケ ドイツ (GER)               |
| 1996 アトランタ       | アストリッド・クンバーヌス ドイツ (GER)       | 隋新梅 中国 (CHN)                                 | イリーナ・フロドスキナ ロシア (RUS)           |
| 2000 シドニー         | ヤニナ・コロルチク ベラルーシ (BLR)           | ラリッサ・ペレシェンコ ロシア (RUS)               | アストリッド・クンバーヌス ドイツ (GER)       |
| 2004 アテネ           | ユミレイディ・クンバ キューバ (CUB)           | ナディーネ・クライネルト ドイツ (GER)             | 該当者なし                                    |
| 2008 北京             | バレリー・ビリ ニュージーランド (NZL)         | ミスレイディス・ゴンザレス キューバ (CUB)         | 鞏立姣 中国 (CHN)                             |
| 2012 ロンドン         | バレリー・アダムス ニュージーランド (NZL)     | 鞏立姣 中国 (CHN)                                 | 李玲 中国 (CHN)                               |
| 2016 リオデジャネイロ | ミシェル・カーター アメリカ合衆国 (USA)       | バレリー・アダムス ニュージーランド (NZL)         | アニタ・マールトン ハンガリー (HUN)           |
| 2020 東京             | 鞏立姣 中国 (CHN)                             | レイベン・ソーンダーズ アメリカ合衆国 (USA)       | バレリー・アダムズ ニュージーランド (NZL)     |

### 円盤投
| 大会名                | 金                                                      | 銀                                                | 銅                                          |
| --------------------- | ------------------------------------------------------- | ------------------------------------------------- | ------------------------------------------- |
| 1928 アムステルダム   | ハリナ・コノパッカ ポーランド (POL)                     | リリアン・コープランド アメリカ合衆国 (USA)       | ルート・スヴェドベリ スウェーデン (SWE)     |
| 1932 ロサンゼルス     | リリアン・コープランド アメリカ合衆国 (USA)             | ルス・オズボーン アメリカ合衆国 (USA)             | ヤドヴィガ・ワイス ポーランド (POL)         |
| 1936 ベルリン         | ジゼラ・マウエルマイヤー ドイツ (GER)                   | ヤドヴィガ・ワイス ポーランド (POL)               | パウラ・モウレンハウエル ドイツ (GER)       |
| 1948 ロンドン         | ミシュリーヌ・オステルメイヤー フランス (FRA)           | エデラ・ジェンティーレ イタリア (ITA)             | ジャクリーヌ・マズア フランス (FRA)         |
| 1952 ヘルシンキ       | ニーナ・ロマシェコワ ソビエト連邦 (URS)                 | エリザベータ・バグリアンツェワ ソビエト連邦 (URS) | ニーナ・ドゥンバゼ ソビエト連邦 (URS)       |
| 1956 メルボルン       | オルガ・フィコトワ チェコスロバキア (TCH)               | イリーナ・ベグリャコワ ソビエト連邦 (URS)         | ニーナ・ポノマリョワ ソビエト連邦 (URS)     |
| 1960 ローマ           | ニーナ・ポノマリョワ ソビエト連邦 (URS)                 | タマラ・プレス ソビエト連邦 (URS)                 | リア・マノリウ ルーマニア (ROM)             |
| 1964 東京             | タマラ・プレス ソビエト連邦 (URS)                       | イングリッド・ロッツ 東西統一ドイツ (EUA)         | リア・マノリウ ルーマニア (ROM)             |
| 1968 メキシコシティー | リア・マノリウ ルーマニア (ROM)                         | リーゼル・ヴェステルマン 西ドイツ (FRG)           | ヨラーン・クレイベルネ ハンガリー (HUN)     |
| 1972 ミュンヘン       | ファイナ・メルニク ソビエト連邦 (URS)                   | アルゲンティーナ・メニシュ ルーマニア (ROM)       | バシルカ・ストエーワ ブルガリア (BUL)       |
| 1976 モントリオール   | エヴェリン・シュラーク 東ドイツ (GDR)                   | マリア・ベルゴワ ブルガリア (BUL)                 | ガブリエーレ・ヒンツマン 東ドイツ (GDR)     |
| 1980 モスクワ         | エベリン・ヤール 東ドイツ (GDR)                         | マリア・ペトコワ ブルガリア (BUL)                 | タチアナ・レソバヤ ソビエト連邦 (URS)       |
| 1984 ロサンゼルス     | リア・スタルマン オランダ (NED)                         | レスリー・デニズ アメリカ合衆国 (USA)             | フロレンタ・クラチウネスク ルーマニア (ROM) |
| 1988 ソウル           | マルティナ・ヘルマン 東ドイツ (GDR)                     | ディアナ・ガンスキー 東ドイツ (GDR)               | ツベタンカ・フリストワ ブルガリア (BUL)     |
| 1992 バルセロナ       | マリツァ・マルテン キューバ (CUB)                       | ツベタンカ・フリストワ ブルガリア (BUL)           | ダニエラ・コスティアン オーストラリア (AUS) |
| 1996 アトランタ       | イルケ・ヴィルダ ドイツ (GER)                           | ナタリア・サドワ ロシア (RUS)                     | エリーナ・ズベレワ ベラルーシ (BLR)         |
| 2000 シドニー         | エリーナ・ズベレワ ベラルーシ (BLR)                     | アナスタシア・ケレシドゥ ギリシャ (GRE)           | イリーナ・ヤチェンコ ベラルーシ (BLR)       |
| 2004 アテネ           | ナタリア・サドワ ロシア (RUS)                           | アナスタシア・ケレシドゥ ギリシャ (GRE)           | ベラ・チェチロバ チェコ (CZE)               |
| 2008 北京             | ステファニー・ブラウン・トラフトン アメリカ合衆国 (USA) | オレナ・アントノワ ウクライナ (UKR)               | 宋愛民 中国 (CHN)                           |
| 2012 ロンドン         | サンドラ・ペルコビッチ クロアチア (CRO)                 | 李艶鳳 中国 (CHN)                                 | ヤレリス・バリオス キューバ (CUB)           |
| 2016 リオデジャネイロ | サンドラ・ペルコビッチ クロアチア (CRO)                 | メリーナ・ロベル＝ミション フランス (FRA)         | デニア・カバレロ キューバ (CUB)             |
| 2020 東京             | バラリー・オールマン アメリカ合衆国 (USA)               | クリスティン・プデンツ ドイツ (GER)               | ヤイメ・ペレス キューバ (CUB)               |

### ハンマー投
| 大会名                | 金                                      | 銀                              | 銅                                      |
| --------------------- | --------------------------------------- | ------------------------------- | --------------------------------------- |
| 2000 シドニー         | カミラ・スコリモフスカ ポーランド (POL) | オリガ・クゼンコワ ロシア (RUS) | キルステン・ムンチョウ ドイツ (GER)     |
| 2004 アテネ           | オルガ・クゼンコワ ロシア (RUS)         | イプシ・モレノ キューバ (CUB)   | ユナイカ・クロフォード キューバ (CUB)   |
| 2008 北京             | イプシ・モレノ キューバ (CUB)           | 張文秀 中国 (CHN)               | マニュエラ・モントブラン フランス (FRA) |
| 2012 ロンドン         | アニタ・ヴォダルチク ポーランド (POL)   | ベティ・ハイドラー ドイツ (GER) | 張文秀 中国 (CHN)                       |
| 2016 リオデジャネイロ | アニタ・ヴォダルチク ポーランド (POL)   | 張文秀 中国 (CHN)               | ソフィー・ヒチョン イギリス (GBR)       |
| 2020 東京             | アニタ・ボーダルチク ポーランド (POL)   | 王崢 中国 (CHN)                 | マルビナ・コプロン ポーランド (POL)     |

### やり投
| 大会名                | 金                                          | 銀                                            | 銅                                            |
| --------------------- | ------------------------------------------- | --------------------------------------------- | --------------------------------------------- |
| 1932 ロサンゼルス     | ベーブ・ディドリクソン アメリカ合衆国 (USA) | エレン・ブラウミュラー ドイツ (GER)           | ティリー・フライシャー ドイツ (GER)           |
| 1936 ベルリン         | ティリー・フライシャー ドイツ (GER)         | ルイーゼ・クリューガー ドイツ (GER)           | マリア・クファシニェフスキ ポーランド (POL)   |
| 1948 ロンドン         | ヘルマ・バウマ オーストリア (AUT)           | カイサ・パルビアイネン フィンランド (FIN)     | リリー・カールステット デンマーク (DEN)       |
| 1952 ヘルシンキ       | ダナ・ザトペコワ チェコスロバキア (TCH)     | アレクサンドラ・チュジナ ソビエト連邦 (URS)   | エレーナ・ゴルチャコワ ソビエト連邦 (URS)     |
| 1956 メルボルン       | イネセ・ヤウンゼム ソビエト連邦 (URS)       | マルレーネ・アーレン チリ (CHI)               | ナデジダ・コニャーエワ ソビエト連邦 (URS)     |
| 1960 ローマ           | エルヴィラ・オゾリーナ ソビエト連邦 (URS)   | ダナ・ザトペコワ チェコスロバキア (TCH)       | ビルテ・カレデニエ ソビエト連邦 (URS)         |
| 1964 東京             | ミハエラ・ペネス ルーマニア (ROM)           | マールタ・ルダシュ ハンガリー (HUN)           | エレーナ・ゴルチャコワ ソビエト連邦 (URS)     |
| 1968 メキシコシティー | アンゲラ・ネーメト ハンガリー (HUN)         | ミハエラ・ペネス ルーマニア (ROM)             | エヴァ・ヤンコ オーストリア (AUT)             |
| 1972 ミュンヘン       | ルート・フックス 東ドイツ (GDR)             | ヤケリーネ・トドテン 東ドイツ (GDR)           | ケイト・シュミット アメリカ合衆国 (USA)       |
| 1976 モントリオール   | ルート・フックス 東ドイツ (GDR)             | マリオン・ベッカー 西ドイツ (FRG)             | ケイト・シュミット アメリカ合衆国 (USA)       |
| 1980 モスクワ         | マリア・コロン キューバ (CUB)               | サイダ・グンバ ソビエト連邦 (URS)             | ウーテ・ホンモラ 東ドイツ (GDR)               |
| 1984 ロサンゼルス     | テッサ・サンダーソン イギリス (GBR)         | ティーナ・リラク フィンランド (FIN)           | ファティマ・ウィットブレッド イギリス (GBR)   |
| 1988 ソウル           | ペトラ・フェルケ 東ドイツ (GDR)             | ファティマ・ウィットブレッド イギリス (GBR)   | ベアテ・コッホ 東ドイツ (GDR)                 |
| 1992 バルセロナ       | シルケ・レンク ドイツ (GER)                 | ナタリア・シコレンコ EUN (EUN)                | カレン・フォルケル ドイツ (GER)               |
| 1996 アトランタ       | ヘリ・ランタネン フィンランド (FIN)         | ルイーズ・マクポール オーストラリア (AUS)     | トリネ・ハッテスタート ノルウェー (NOR)       |
| 2000 シドニー         | トリネ・ハッテスタート ノルウェー (NOR)     | ミレラ・マンジャニ＝ツェリリ ギリシャ (GRE)   | オスレイディス・メネンデス キューバ (CUB)     |
| 2004 アテネ           | オスレイディス・メネンデス キューバ (CUB)   | シュテフィ・ネリウス ドイツ (GER)             | ミレラ・マンジャニ ギリシャ (GRE)             |
| 2008 北京             | バルボラ・シュポタコバ チェコ (CZE)         | クリスティーナ・オーバークフォル ドイツ (GER) | ゴルディ・セイヤーズ イギリス (GBR)           |
| 2012 ロンドン         | バルボラ・シュポタコバ チェコ (CZE)         | クリスティーナ・オーバークフォル ドイツ (GER) | リンダ・シュタール ドイツ (GER)               |
| 2016 リオデジャネイロ | サラ・コラク クロアチア (CRO)               | サネッテ・ビルジョエン 南アフリカ (RSA)       | バルボラ・シュポタコバ チェコ (CZE)           |
| 2020 東京             | 劉詩穎 中国 (CHN)                           | マリア・アンドレイチク ポーランド (POL)       | ケルシー＝リー・バーバー オーストラリア (AUS) |

### 七種競技
| 大会名                | 金                                                    | 銀                                                    | 銅                                          |
| --------------------- | ----------------------------------------------------- | ----------------------------------------------------- | ------------------------------------------- |
| 1984 ロサンゼルス     | グリニス・ヌン オーストラリア (AUS)                   | ジャッキー・ジョイナー＝カーシー アメリカ合衆国 (USA) | ザビーネ・エバーツ 西ドイツ (FRG)           |
| 1988 ソウル           | ジャッキー・ジョイナー＝カーシー アメリカ合衆国 (USA) | ザビーネ・ヨーン 東ドイツ (GDR)                       | アンケ・ベーマー 東ドイツ (GDR)             |
| 1992 バルセロナ       | ジャッキー・ジョイナー＝カーシー アメリカ合衆国 (USA) | イリーナ・ベロワ EUN (EUN)                            | ザビーネ・ブラウン ドイツ (GER)             |
| 1996 アトランタ       | ガーダ・シュアー シリア (SYR)                         | ナタリア・サザノビッチ ベラルーシ (BLR)               | デニーズ・ルイス イギリス (GBR)             |
| 2000 シドニー         | デニーズ・ルイス イギリス (GBR)                       | エレーナ・プロホロワ ロシア (RUS)                     | ナタリア・サザノビッチ ベラルーシ (BLR)     |
| 2004 アテネ           | カロリナ・クリュフト スウェーデン (SWE)               | アウストラ・スクイテ リトアニア (LTU)                 | ケリー・サザートン イギリス (GBR)           |
| 2008 北京             | ナタリア・ドブルインスカ ウクライナ (UKR)             | ハイレアス・ファウンテン アメリカ合衆国 (USA)         | ケリー・サザートン イギリス (GBR)           |
| 2012 ロンドン         | ジェシカ・エニス イギリス (GBR)                       | リリ・シュワルツコプフ ドイツ (GER)                   | アウストラ・スクイテ リトアニア (LTU)       |
| 2016 リオデジャネイロ | ナフィサトウ・ティアム ベルギー (BEL)                 | ジェシカ・エニス＝ヒル イギリス (GBR)                 | ブリアンヌ・タイゼン＝イートン カナダ (CAN) |
| 2020 東京             | ナフィサトゥ・ティアム ベルギー (BEL)                 | アナウク・フェッター オランダ (NED)                   | エマ・オースターウェヘル オランダ (NED)     |
| 2024 パリ             | ナフィサトゥ・ティアム ベルギー (BEL)                 | カタリナ・ジョンソン＝トンプソン イギリス (GBR)       | ノール・フィドツ ベルギー (BEL)             |

## 男女混合

### 4×400mリレー
| 大会名    | 金 | 銀 | 銅 |
| --------- | --- | --- | --- |
| 2020 東京 | ポーランド (POL) カロル・ザレフスキ ナタリア・カチマレク ユスティナ・シュフィエンティ＝エルセティツ カイェタン・ドゥシニスキ イガ・バウムガルト＝ヴィータン マウゴジャタ・ホウプ＝コヴァリック ダリウシュ・コヴァルク | ドミニカ共和国 (DOM) リディオ・アンドレス・フェリス（45.2） マリレイディ・パウリノ アナベル・メディナ・ベントゥラ アレハンデル・オガンド ルグエリン・サントス | アメリカ合衆国 (USA) トレバー・スチュアート ケンドール・エリス ケイリン・ホイットニー バーノン・ノーウッド ブライス・デッドモン イライジャ・ゴッドウィン リンナ・アービー テイラー・マンソン |

## 過去に実施されていた種目

### 3000 m
| 大会名            | 金                                      | 銀                                | 銅                                    |
| ----------------- | --------------------------------------- | --------------------------------- | ------------------------------------- |
| 1984 ロサンゼルス | マリチカ・プイカ ルーマニア (ROM)       | ウェンディ・スライ イギリス (GBR) | リン・ウィリアムズ カナダ (CAN)       |
| 1988 ソウル       | タチアナ・サモレンコ ソビエト連邦 (URS) | パウラ・イバン ルーマニア (ROM)   | イボンヌ・マーレー イギリス (GBR)     |
| 1992 バルセロナ   | エレーナ・ロマノワ EUN (EUN)            | タチアナ・サモレンコ EUN (EUN)    | アンジェラ・チャーマーズ カナダ (CAN) |

### 80 m ハードル
| 大会名                | 金                                                                  | 銀                                        | 銅                                                                  |
| --------------------- | ------------------------------------------------------------------- | ----------------------------------------- | ------------------------------------------------------------------- |
| 1932 ロサンゼルス     | ベーブ・ディドリクソン アメリカ合衆国 (USA)                         | エベリン・ホール アメリカ合衆国 (USA)     | マージョリー・クラーク 南アフリカ (RSA)                             |
| 1936 ベルリン         | トレビゾンダ・ヴァッラ イタリア (ITA)                               | アンニ・シュトイヤー ドイツ (GER)         | エリザベス・テイラー カナダ (CAN)                                   |
| 1948 ロンドン         | フランシナ・ブランカース＝クン オランダ (NED)                       | モーリン・ガードナー イギリス (GBR)       | シャーリー・ストリックランド・デ・ラ・ハンティ オーストラリア (AUS) |
| 1952 ヘルシンキ       | シャーリー・ストリックランド・デ・ラ・ハンティ オーストラリア (AUS) | マリア・ゴルブニチャヤ ソビエト連邦 (URS) | マリア・ザンダー 西ドイツ (FRG)                                     |
| 1956 メルボルン       | シャーリー・ストリックランド・デ・ラ・ハンティ オーストラリア (AUS) | ギゼラ・ケーラー 東西統一ドイツ (EUA)     | ノーマ・スローワー オーストラリア (AUS)                             |
| 1960 ローマ           | イリーナ・プレス ソビエト連邦 (URS)                                 | キャロル・キントン イギリス (GBR)         | ギゼラ・ビルケマイヤー 東西統一ドイツ (EUA)                         |
| 1964 東京             | カリン・バルツァー 東西統一ドイツ (EUA)                             | テレサ・チェプラ ポーランド (POL)         | パム・キルボーン オーストラリア (AUS)                               |
| 1968 メキシコシティー | モーリン・ケアード オーストラリア (AUS)                             | パム・キルボーン オーストラリア (AUS)     | 紀政 中華民国 (ROC)                                                 |

※1968年メキシコオリンピックより100mハードルへ移行。

### 10 km 競歩
| 大会名          | 金                                | 銀                                    | 銅                |
| --------------- | --------------------------------- | ------------------------------------- | ----------------- |
| 1992 バルセロナ | 陳躍玲 中国 (CHN)                 | エレーナ・ニコラエワ EUN (EUN)        | 李容秀 中国 (CHN) |
| 1996 アトランタ | エレーナ・ニコラエワ ロシア (RUS) | エリザベッタ・ペローネ イタリア (ITA) | 王妍 中国 (CHN)   |

※1996年アトランタオリンピックより10km競歩は20km競歩へ移行。

### 五種競技
| 大会名                | 金                                        | 銀                                          | 銅                                        |
| --------------------- | ----------------------------------------- | ------------------------------------------- | ----------------------------------------- |
| 1964 東京             | イリーナ・プレス ソビエト連邦 (URS)       | マリー・ランド イギリス (GBR)               | ガリーナ・ブィストロワ ソビエト連邦 (URS) |
| 1968 メキシコシティー | イングリット・ベッカー 西ドイツ (FRG)     | リーゼ・プロコップ オーストリア (AUT)       | アンナマーリア・トート ハンガリー (HUN)   |
| 1972 ミュンヘン       | メアリー・ピーターズ イギリス (GBR)       | ハイデ・ローゼンダール 西ドイツ (FRG)       | ブルクリンデ・ポラック 東ドイツ (GDR)     |
| 1976 モントリオール   | ジーグルン・ジーグル 東ドイツ (GDR)       | クリスティン・ラーザー 東ドイツ (GDR)       | ブルクリンデ・ポラック 東ドイツ (GDR)     |
| 1980 モスクワ         | ナデジダ・トカチェンコ ソビエト連邦 (URS) | オルガ・ルカビシュニコワ ソビエト連邦 (URS) | オルガ・クラギナ ソビエト連邦 (URS)       |

注: 1984年ロサンゼルスオリンピックから女子混成競技の五種競技は七種競技に移行。